# 浙江大学校歌
《浙江大学校歌》原名为《大不自多》，是浙江大学的校歌，马一浮词，应尚能曲。1938年11月19日，竺可桢在广西宜山主持校务会议，决定请马一浮写校歌歌词，应尚能谱曲。经校务会议通过，正式定为校歌。